# Alemannia Aachen
Alemannia Aachen német labdarúgócsapat Aachen városában (Észak-Rajna-Vesztfália). Hosszú ideig a német második osztályban szerepelt, kivéve három évet az 1960-as évek végén és a 2006-2007-es szezont, amikor sikerült az első osztályban játszaniuk egy szezont. 2012 év végén csődeljárás alá került a klub. A 2012-2013-as szezont a 3. Ligában fejezik be, de a 2013-2014-es szezont a Regionalligában kezdték meg, ahol stabil középcsapattá váltak.

## Története
A klubot 1900. december 16-án tizennyolc diák alapította. Mivel már létezett egy 1. FC Aachen nevű csapat, az új klub az FC Alemannia nevet választotta, Németország latin elnevezését használva. Az első világháború megtizedelte a tagságot: a háború előtt kétszázas létszámból 37-en maradtak. 1919 elején az Alemannia és az Aachener Turnverein 1847 TSV Alemannia Aachen 1900 néven egyesült. Mivel az új partner fő sportága a torna volt, az egyesülés nem tartott hosszú ideig, a klubok 1924-ben elváltak.
1909-ben csatlakoztak az újonnan alakult Westdeutsche Fussball Verbandhoz. 1921-ben bejutottak a Rheingauligába, 1928-ban saját stadiont építettek és a következő évben bejutottak a legfelső ligába.

## Jelenlegi keret
| #  |     | Poszt | Név                 |
| -- | --- | ----- | ------------------- |
| 1  | GER | K     | Daniel Zeaiter      |
| 22 | GER | K     | Leon Tigges         |
| 25 | GER | K     | Niklas Jakusch      |
| 3  | GER | V     | Alexander Heinze    |
| 4  | GER | V     | Mohamed Redjeb      |
| 5  | GER | V     | Patrick Salata      |
| 15 | GER | V     | Marco Müller        |
| 16 | GER | V     | Steven Rakk         |
| 17 | GER | V     | Matti Fiedler       |
| 19 | GER | V     | Robin Garier        |
| 23 | GER | V     | Alan Stulin         |
| 24 | GER | V     | Peter Hackenberg () |

| #  |     | Poszt | Név                   |
| -- | --- | ----- | --------------------- |
| 6  | GER | KP    | David Pütz            |
| 7  | GER | KP    | Kai-David Bösing      |
| 8  | GER | KP    | Ilias Azaouaghi       |
| 10 | GER | KP    | Mahmut Temür          |
| 13 | GER | KP    | Manuel Glowacz        |
| 18 | GER | KP    | Joshua Holtby         |
| 21 | GER | KP    | Sebastian Schmitt     |
| 9  | GER | CS    | Vincent Boesen        |
| 11 | GER | KP    | Marcel Kaiser         |
| 20 | KOS | CS    | Blendi Idrizi         |
| 27 | GER | CS    | Marc Kleefisch        |
| 28 | FRA | CS    | Dimitry Imbongo Boele |

## Jelentős játékosok
| - TUN Sami Allagui - HRV YUG Vladimir Beara - DEU Willi Bergstein - DEU Jörg Beyel - DEU Stefan Blank - DEU Andreas Brandts - DEU Christian Breuer - DEU Dennis Brinkmann - DEU Florian Bruns - DEU Leo Bunk - DEU Norbert Buschlinger - DEU Dirk Caspers - BEL Roger Claessen - DEU Hubert Clute-Simon - DEU Karl Del’Haye - DEU Günter Delzepich - DEU Jupp Derwall - DEU Wolfgang Dramsch - DEU Marius Ebbers | - DEU Hans-Jürgen Ferdinand - DEU Torsten Frings - DEU Alfred Glenski - DEU Theo Gries - DEU Herbert Gronen - DEU Rolf Grünther - DEU Erwin Hermandung - DEU Valentin Herr - DEU Marco Höger - DEU UK Lewis Holtby - BIH USA Vedad Ibišević - ROM Ion Ionescu - DEU Fred Jansen - DEU Hans-Josef Kapellmann - DEU Hannes Kau - DEU Heinz-Josef Kehr - DEU Alexander Klitzpera - DEU Heinz-Gerd Klostermann - DEU Heinz-Josef Koitka | - DEU Herbert Krisp - DEU Thomas Krisp - DEU Stephan Lämmermann - DEU Willi Landgraf - DEU Matthias Lehmann - DEU Josef Martinelli - NLD Erik Meijer - ESP DEU Jo Montanes - DEU Reinhold Münzenberg - DEU Werner Nievelstein - DEU David Odonkor - DEU Gerhard Prokop - DEU Michael Pfeiffer - DEU Karlheinz Pflipsen - DEU PRT Sérgio Pinto - BEL Bernd Rauw - ROM Laurențiu Reghecampf - DEU Simon Rolfes - TGO Bachirou Salou | - DEU Jan Schlaudraff - ZAM DEU Moses Sichone - DEU Gerd Richter - HUN Stieber Zoltán - DEU Winfried Stradt - DEU Werner Tenbruck - WAL Dean Thomas - WAL Wayne Thomas - URY Horacio Troche - NLD Eric van der Luer - NLD Erwin Vanderbroeck - YUG Branko Zebec - DEU Albert Streit - DEU Karl-Heinz Krott |